# 京城軌道
京城軌道 (けいじょうきどう、朝: 경성궤도) は、韓国のソウル特別市、東大門を起点に、トゥクソム、広壮里とを結んでいた電気軌道である。トゥクソム遊園地への行楽の足であったほか、野菜や砂利の運搬にも使われた。

## 歴史
- 1930年11月 : 京城郊外軌道 (株) が往十里と纛島 (のちのトゥクソム) との間4.3kmを開業[1]。
- 1932年4月 : 京城軌道 (株) に経営が引き継がれる。電化時期は不明。
- 1932年10月 : 東大門と往十里の間、2.9kmが延長される。
- 1934年12月 : 上後原から分岐して広壮里までの7.1kmの路線が開業。
- 1936年6月 : 龍頭橋で纛島行きの気動車が貨物列車と衝突[2]。
- 1945年 : 営業線13.6km、電車9両 (うち4両が故障車)。
- 1949年 : 車両は修理、増備を経て10両に。
- 1950年 : 朝鮮戦争で大きな被害を受ける[3]。
- 1953年10月 : 帰属財産処理法によりソウル特別市に経営が移管される。
- 1957年3月 : 戦争で破壊された清渓川橋梁が復旧。
- 1961年7月 : ソウル特別市運輸事業条例廃止に関する条例が発布される[4]。実際の軌道撤去時期は不明。

## 駅一覧
- 1943年
  - 本線：東大門 - 東廟前 - 龍頭 - 馬場 - 往十里 - 箭串 - 上後原 - 後原 - 西纛島 - 東纛島 - 遊園地
  - 華陽支線：上後原 - 稲橋 - 華陽 - 毛陳 - 九宜 - 広壮

- 1956年
  - 本線：東大門 - 東廟 - 龍頭 - 馬場 - 往十里 - 城東 - 上後原 - 後原 - 西纛 - 東纛 - 遊園地
  - 広壮支線：上後原 - 華陽 - 毛陳 - 九宜 - 広壮

## 参考
- 京城府全図 (京城府土木課、1934年)
- 1950・1960年代鉄道原風景 海外編 (J.WALLY HIGGINS著、JTBパブリッシング、東京、2006年)

P42-43の見開きで、TRAM VIEWS OF ASIAの一番下のものと同じ写真 (米国のロサンゼルス電鉄の中古電車) がカラーで掲載されている。その他、本書には凸型2軸電気機関車や京城電気の300形を譲り受けたものらしい電車の写真が写っている。本書によると写真の撮影日は1963年1月31日で、一方の終点の駅名は유원지 (Yuwonji、遊園地) となっており、東大門から両終点まではそれぞれ20分間隔で運行されていたという。
- Daumカフェ　鉄道同好会　京城軌道  (2012年6月14日閲覧)

1935年に東大門と遊園地の間が電化された、としている。